# Geoglifele din Turgai

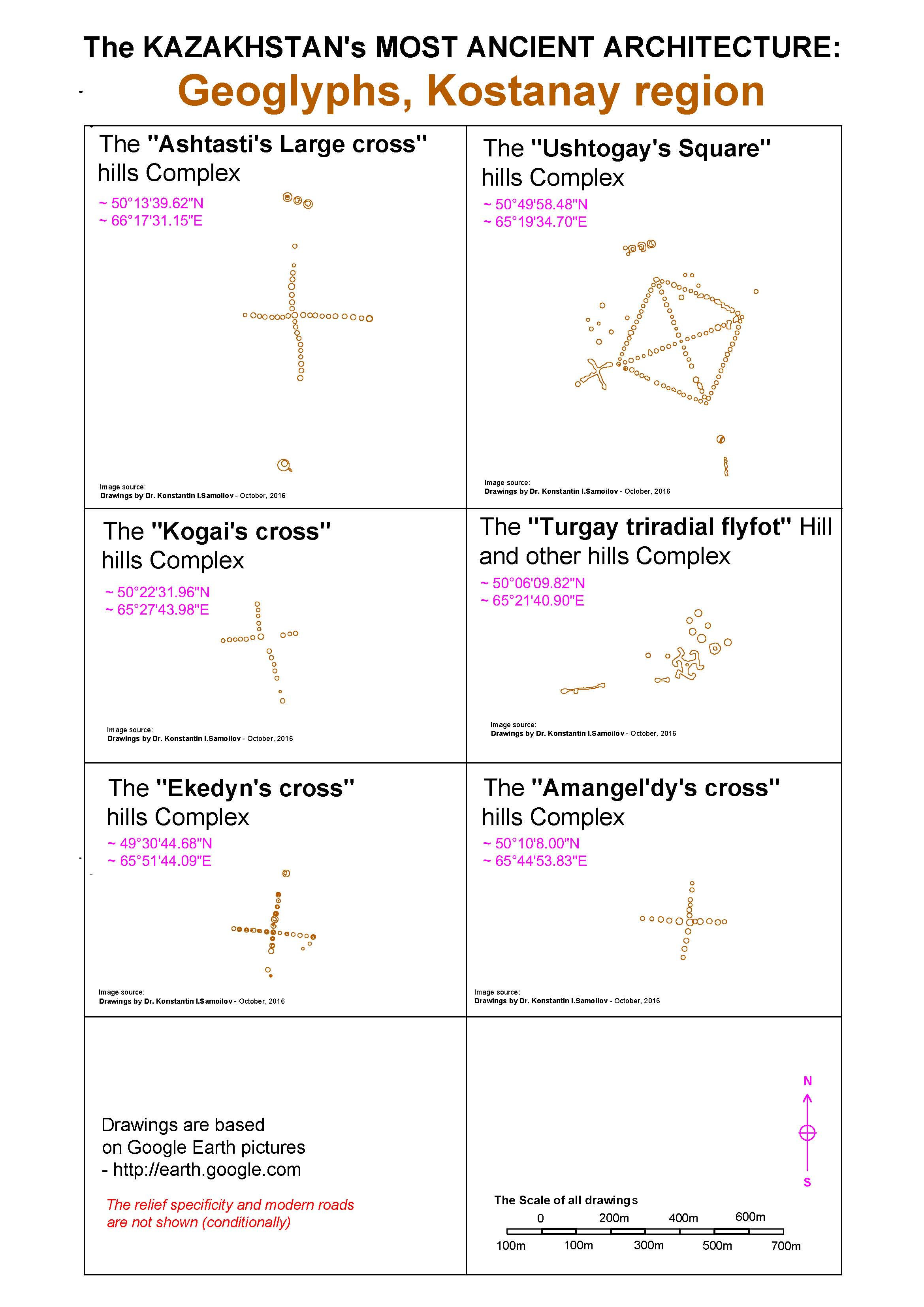
Geoglifele din Turgai

Geoglifele din Turgai reprezintă o serie de construcții din lut, roci și lemn în zona platoului Turgai situat în nordul Kazakhstanului. Au fost evidențiate un număr de peste 260 de astfel de lucrări.

## Construcțiile
Majoritatea, sau cea mai mare parte dintre acestea, constau din mici lucrări (movile, șanțuri și ziduri) aranjate astfel încât împreună să formeze figuri geometrice simple sau alte tipuri de figuri compuse. Aceste figuri sunt, în general, pătrate, inele, sau combinații ale acestora. Elementele compuse variază ca dimensiune, de la puțin sub 90 m lungime până la peste 400 m în diametru. În afara construcțiilor făcute din pământ (lut), săpate și îngroșate, unele dintre geoglife sunt făcute prin plasarea de pietre una lângă cealaltă.
Unele dintre figurile mai mari au primit denumiri proprii: Inelul Bestamskoe, Pătratul Ushtogaysky (sau Ushtogay), sau Svastica cu trei brațe din Turgai, Marea cruce Ashtasti, Crucea Ekedyn, Inelul Ashutasti, Linia Kyzyloba, Crucea Koga sau Careul Shili.
Aceste imagini sunt suficient de mari pentru a fi ușor vizibile pe Google Earth. Careul Ushtogay este situat la  50°49′59″N 65°19′35″E / 50.832933°N 65.326276°E. Svastica cu trei brațe din Turgai este situată la 50°06′10″N 65°21′39″E / 50.102778°N 65.360833°E, la doar 800 metri (0,50 mi) de orașul Urpek. Ambele se află în interiorul districtului Amangeldi din Provincia Kostanai.

## Descoperirea și originea presupusă
Construcțiile au fost descoperite în anul 2007 de către Dimitriy Dey. El le-a găsit prin căutarea imaginilor din satelit din aplicația Google Earth, căutând piramide și configurații similare în Kazahstan. Descoperirea a fost făcută publică pentru prima oară comunității științifice în anul 2004.
Datarea optică (luminescență stimulată optic) a fost utilizată pentru a determina faptul că una dintre movile datează undeva din anii 800 î.Hr. Dey a sugerat că acestea au fost realizate de cultura Mahandzhar cu șapte până la nouă mii de ani în urmă.